# Nariñotapakul
Nariñotapakul (Scytalopus vicinior) är en fågel i familjen tapakuler inom ordningen tättingar.

## Utbredning och status
Den förekommer utmed Stillahavssluttningen i sydvästra Colombia (Risaralda) söderut till Ecuador (Cotopaxi). IUCN kategoriserar arten som livskraftig.

## Namn
Nariño är ett departement i sydvästra Colombia, på gränsen till Ecuador.